# مورد عجیب بنجامین باتن
مورد عجیب بنجامین باتن یا سرگذشت غریب بنجامین باتن (به انگلیسی: The Curious Case of Benjamin Button) فیلمی آمریکایی در ژانر فانتزی رمانتیک محصول سال ۲۰۰۸ به کارگردانی دیوید فینچر است. شخصیت اصلی این فیلم الهام گرفته از داستانی کوتاه به همین نام اثر اف. اسکات فیتزجرالد است. فیلم‌نامه این فیلم را اریک راث نوشته است و برد پیت و کیت بلانشت بازیگران اصلی آن هستند. این فیلم با بازخورد مثبت منتقدان نیز روبرو شد.

## خلاصه داستان
بنجامین در روز پایان جنگ جهانی اول (آتش‌بس ۱۱ نوامبر ۱۹۱۸) و در سن ۸۰ سالگی به صورت یک پیرمرد به دنیا آمد و در حالی که دیگران پیرتر می‌شوند، او هر سال جوان‌تر می‌شود. او در میانسالی عاشق دختری می‌شود که در سنین کودکی با او هم‌بازی بود. آنها با یکدیگر ازدواج می‌کنند و صاحب یک فرزند می‌شوند اما پس از مدتی بنجامین همسر و فرزند خود را به خاطر شرایط خاصش ترک می‌کند. او در روندی وارونه به سوی جوانی و خردسالی پیش می‌رود. تا زمانی که همسرش او را در خردسالی می‌یابد؛ در حالی که هیچ چیز به یاد نمی‌آورد، بنجامین را به خانه می‌برد و از وی مراقبت می‌کند تا زمانی که نوزاد می‌شود و در آغوشش برای همیشه چشمانش را می‌بندد.

## جایزه‌ها و نامزدی‌ها
| جایزه                            | رده                       | دریافت‌کننده    | نتیجه |
| -------------------------------- | ------------------------- | -------------- | ----- |
| جوایز اسکار ۲۰۰۹                 | بهترین طراحی صحنه         |                | برنده |
| جوایز اسکار ۲۰۰۹                 | بهترین گریم               |                | برنده |
| جوایز اسکار ۲۰۰۹                 | بهترین جلوه‌های ویژه       |                | برنده |
| جایزه گلدن گلوب ۲۰۰۹             | بهترین فیلم درام          |                | نامزد |
| جایزه گلدن گلوب ۲۰۰۹             | بهترین بازیگر مرد درام    | برد پیت        | نامزد |
| جایزه گلدن گلوب ۲۰۰۹             | بهترین فیلمنامه           | اریک راث       | نامزد |
| جایزه گلدن گلوب ۲۰۰۹             | بهترین کارگردان           | دیوید فینچر    | نامزد |
| جایزه گلدن گلوب ۲۰۰۹             | بهترین موسیقی             | الکساندر دسپلا | نامزد |
| جوایز انجمن منتقدان فیلم رسانه‌ای | بهترین فیلم               |                | نامزد |
| جوایز انجمن منتقدان فیلم رسانه‌ای | بهترین بازیگر مرد         | برد پیت        | نامزد |
| جوایز انجمن منتقدان فیلم رسانه‌ای | بهترین بازیگر زن          | کیت بلانشت     | نامزد |
| جوایز انجمن منتقدان فیلم رسانه‌ای | بهترین کارگردان           | دیوید فینچر    | نامزد |
| جوایز انجمن منتقدان فیلم رسانه‌ای | بهترین بازیگر زن نقش مکمل | ترجی پی. هنسون | نامزد |
| جوایز انجمن منتقدان فیلم رسانه‌ای | بهترین بازی               |                | نامزد |
| جوایز انجمن منتقدان فیلم رسانه‌ای | بهترین نویسنده            | اریک راث       | نامزد |
| جوایز انجمن منتقدان فیلم رسانه‌ای | بهترین موسیقی             | الکساندر دسپلا | نامزد |